# Henri Bonnefoy
Pour les articles homonymes, voir Bonnefoy et Henri Bonnefoy (peintre).
Henri Edmond Bonnefoy, né le 17 octobre 1887 au Tremblois (Haute-Saône) et mort le 9 août 1914 à Cernay (Alsace-Lorraine), est un tireur sportif français.

## Biographie
Henri Bonnefoy, directeur de l'École normale de tir de Châlons, participe aux Jeux olympiques d'été de 1908 à Londres et remporte la médaille de bronze en petite carabine par équipes. En individuel couché, il se classe dix-neuvième. 
Lieutenant du 133e régiment d'infanterie au début de la Première Guerre mondiale, il est tué à l'ennemi lors du combat à Cernay le 9 août 1914,,.